# Waldemar Żagliński
Waldemar Żagliński (ur. 14 sierpnia 1935 w Warszawie, zm. 13 grudnia 1995 w Łodzi) – inżynier mechanik, łódzki turysta i krajoznawca, organizator turystyki narciarskiej.

## Wykształcenie i praca zawodowa
Ukończył studia na Wydziale Mechanicznym Politechniki Łódzkiej. Pracował jako projektant w Biurze Projektowym "Chemitex" w Łodzi.

## Pozazawodowa działalność społeczna
Do PTTK w Oddziale Łódzkim wstąpił w 1958 wiążąc się z turystyką i krajoznawstwem do końca życia.
Uprawiał turystykę górską i narciarską.
Od 1979 posiadał uprawnienia przodownika turystyki narciarskiej, od 1983 przodownika turystyki górskiej.
Od 1977 Strażnik Ochrony Przyrody.
Od 1980 Organizator Turystyki.
W latach 1979–1989 Członek Komisji Narciarskiej Oddziału Łódzkiego PTTK.
W latach 1979–1981 członek Wojewódzkiej Komisji Narciarskiej.
W latach 1982–1984 wiceprezes Klubu Narciarskiego, od 1984 członek zarządu Klubu.
Prezes Koła PTTK nr 13 przy Biurze Projektowo-Remontowym Przemysłu Lekkiego.
Jego zasługą było wytyczenie i oznakowanie szlaków narciarskich w okolicach Łodzi. Był propagatorem turystyki narciarskiej w Łodzi, organizował różnorodne formy szkolenia, np. "Dzień na nartach z PTTK", "Pierwsze kroki na nartach", prowadził prelekcje propagujące turystykę narciarską i wyświetlał filmy o tematyce narciarskiej.
W latach 1980–1984 był kierownikiem rajdów Szlakiem Wyzwolenia Łodzi.

## Odznaczenia
Srebrny Krzyż Zasługi (1982) 

## Miejsce spoczynku
Zmarł 13 grudnia 1995 w Łodzi. Pochowany na Starym Cmentarzu przy ul. Ogrodowej w Łodzi.

## Informacja biograficzna
Słownik biograficzny łódzkich działaczy krajoznawstwa i turystyki część II, praca zbiorowa, Polskie Towarzystwo Turystyczno-Krajoznawcze Zarząd Oddziału im. Jana Czeraszkiewicza w Łodzi, Komisja Historii i Tradycji, Łódź 1996